# シムネルケーキ
シムネルケーキ (英語: Simnel cake)はイギリスやアイルランドでレント（四旬節）期間の中ごろ（マザリングサンデイなど）やイースター（復活祭）に供されるケーキである。

## 概要
ドライフルーツを沢山入れて円形に焼き、切り分けて食べる。クリスマスケーキと似ているが、一般的に上部にイエスの十二弟子のうちユダを除いた十一弟子を象徴するという11個の突起（団子）を配置するのが特徴である。
シムネルケーキの語源は、ラテン語の simila（小麦粉）という説や、ランバート・シムネルから来ているなど諸説がある。

## 飾り付け

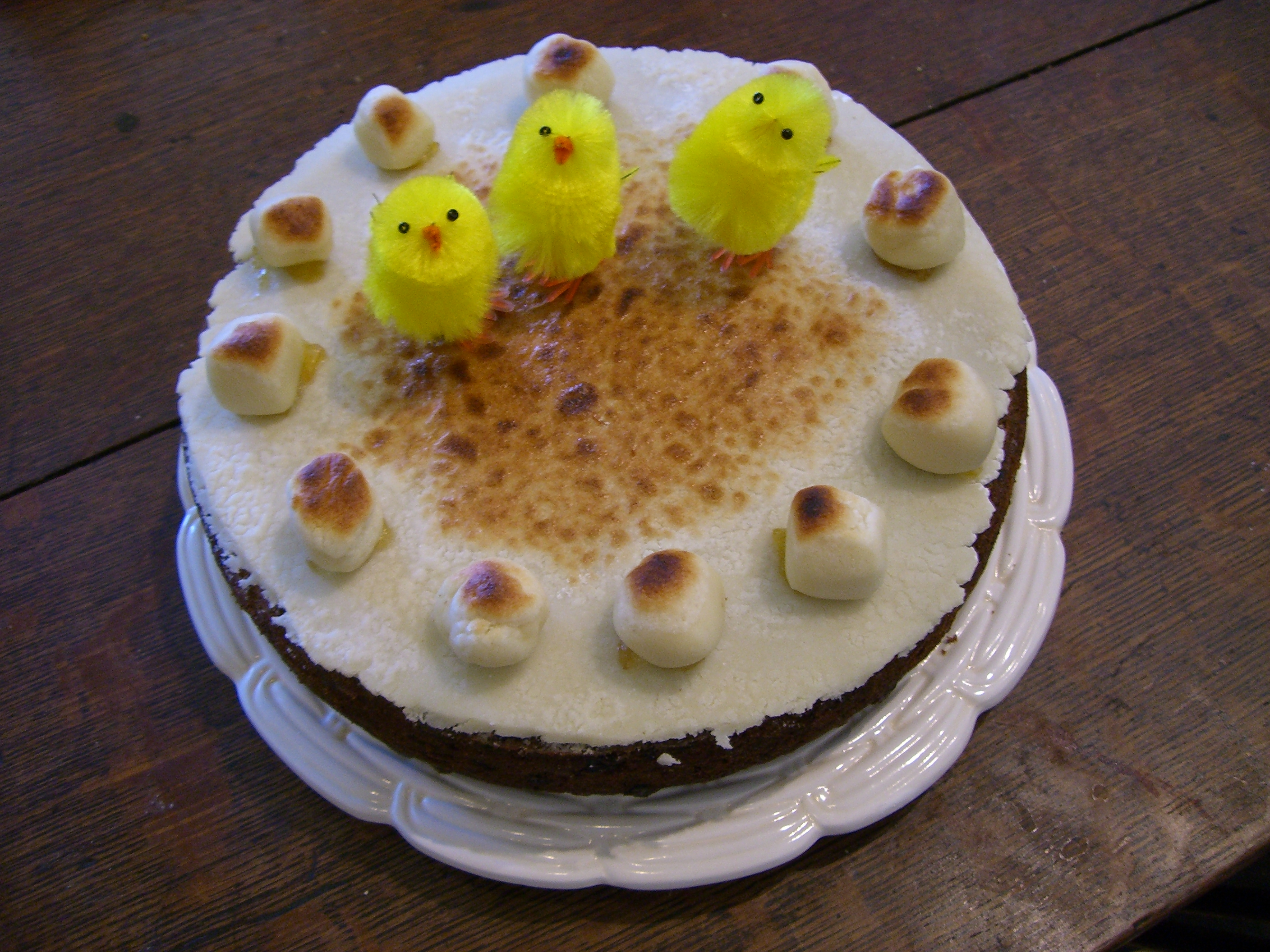
シムネルケーキの飾り付けの例。ヒヨコはイースターの象徴である卵を連想させる。

ケーキ上面の飾り付けはアーモンド粉を練ったマジパンの団子を11個並べる。この飾り付けはメイ・バイロンの料理書『Pot-Luck Cookery』(初版1914年)に見られ、なぜそのデザインになったのか根拠が何も書かれていないことから、さらに昔から伝わるスタイルの応用とも考えられる。レシピには「ベジタリアン向け」として紹介されるものもある。
飾り付けの11という数字はイエスの12弟子の12からユダの分の1を除いた数字であり、最後の晩餐を象徴するとされる一方で、これはビクトリア朝以降の解釈であって、起源は明らかではないという説がある。それでもBBCの女性向け番組にゲスト出演した人気料理研究家メアリー・ベリーのように、復活祭の行事食として定着したシムネル・ケーキの由来は、かつて行儀見習いに出された少女たちが里帰りを許されると、実家の母親への手土産として雇い主の家で焼いたのが始まりという説は広く支持されている。復活祭ではなく、四旬節の断食明けのごちそうのひとつだったとする説もある。

## 材料

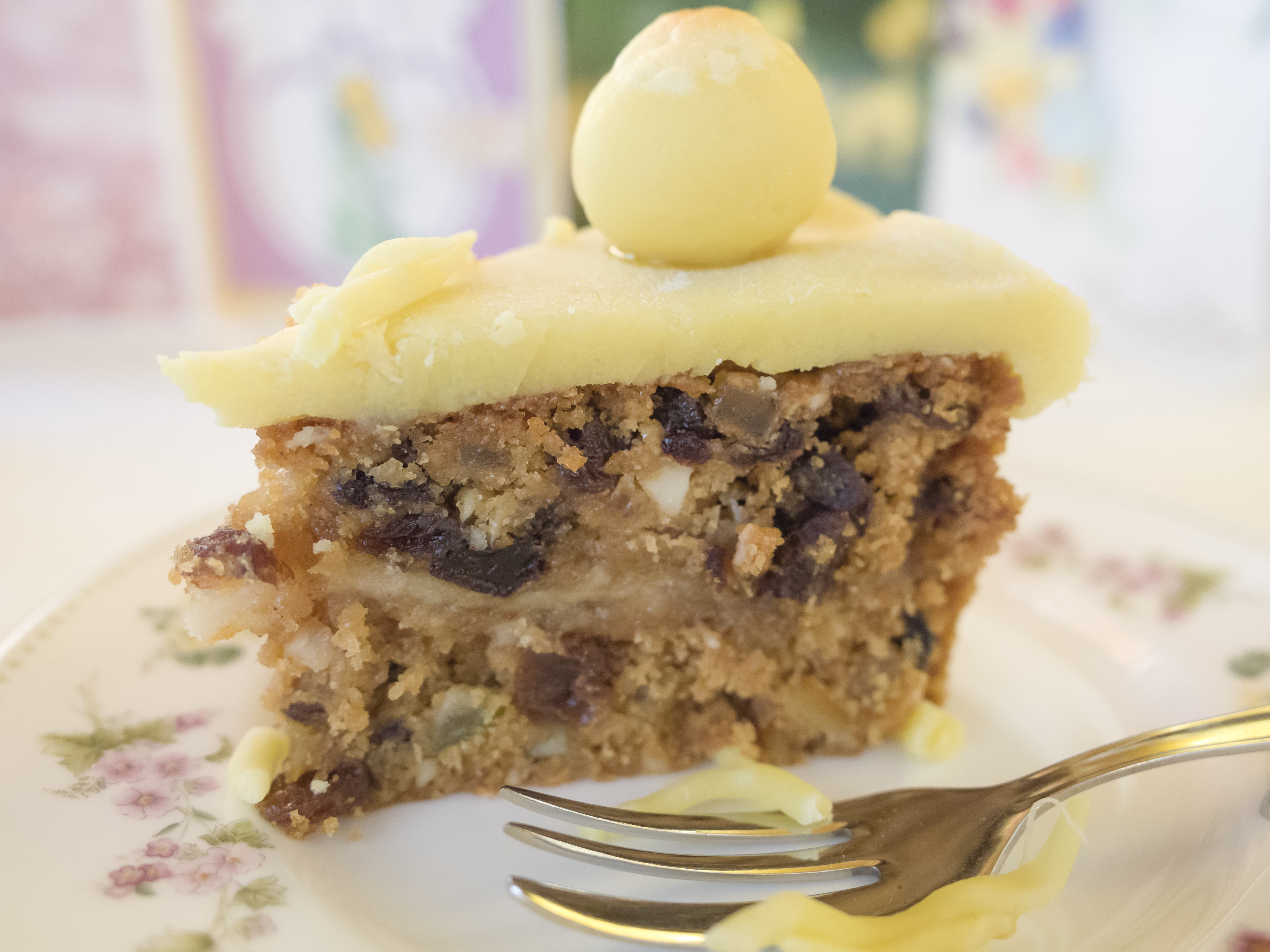
切り分けたところ。

シムネルケーキは次の材料を使って焼き、口当たりは軽い。小麦粉、砂糖、バター、卵、香料、ドライフルーツ、生の柑橘類の果皮およびその砂糖漬けを用いる。ケーキの生地あるいはアーモンドペーストの香り付けにオレンジ花水やブランデーを加える場合もある。現代のレシピではマジパンやアーモンドは表面の装飾にとどまらず、シート状に伸ばしてケーキ生地の層と層を仕切るように敷く例もある。焼き時間は少なくとも90分かかることから、ケーキ型の内側にベーキングシートを2重3重に敷く、またマジパンが焦げてしまわないように厚手の包装紙などで覆うというコツがある。

## 成り立ち

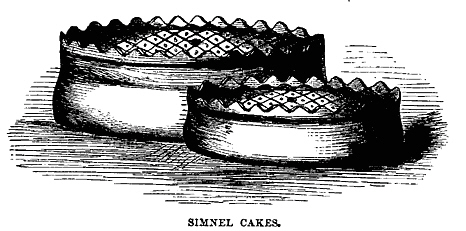
ペストリー生地で覆い、装飾を施したシムネルケーキ (1869年の料理書より)

このケーキは中世にはすでに焼かれていたと考えられ、当時はパンの焼き方にならい、生地を一度、煮てから焼いたことが示唆されている。伝承によるとそれと関連して1745年から1930年代の間に編み出されたレシピであろうという説や、そのレシピではうまく焼けなかったと記しているのがサイモンとネリーというカップルで、生地を煮てから焼くのが正しいかどうか、ただ焼くのか、調理法を妥協した結果、今に伝わるレシピに落ち着いたとする説が最も一般的である。
ところがこのケーキにはほかにも逸話があり、イギリスとアイルランドの母の日と結び付けて語られたり、12世紀には若い女性が家事奉公に出されると、休暇に実家への手土産として焼かせてもらったとも伝わっている。しかしながらこの習慣は決して定着することはなく、20世紀後半には単にイースター（復活祭）のケーキと見なされている。
「シムネル」という名前の由来はおそらくラテン語の上質の小麦粉を意味する simila から派生したと考えられる。ただし明白な根拠はなく、「シムにしたパン」に言及した12世紀の資料は、ラテン語の原義を引いて「最高に白いパン」を意味すると理解されている。中世の哲学者John of Garland（英語）の解釈ではローマ時代から伝わるデザートのプラセンタケーキと比較し、蜂蜜と月桂樹の葉で香り付けをしたパン生地を伸ばし、チーズと交互に何層も重ねてから焼いたものをシムネルケーキの起源としている。伝承の中でランバート・シムネル　(1477年頃–1534年頃) がシムネルケーキの発案者だという説はよく広まっているし信憑性があるように感じてしまいがちだが、前述のようにこの人物が生まれるおよそ200年前には文中にケーキの名前が記され、シムネルの物語を述べた書籍の出版も20年ほど遡る。
シムネルケーキの作り方や形は町によって異なり、ベリー、ディヴァイジズ（英語）あるいはシュルーズベリーではそれぞれの特徴的なレシピで長年にわたり大量に焼いており、なかでもシュルーズベリーの味付けは最も人気を集めている。この地方でも、レシピの起源はランバート・シムネルに関係しているという伝承はよく耳にする。